# Tines Balmes Roges
Les tines Balmes Roges són un conjunt de tines del municipi del Pont de Vilomara i Rocafort (Bages) protegides com a bé cultural d'interès local. El conjunt de construccions consta de dos grups que es troben separats 42 metres. En total està format tres tines, dues barraques i dues edificacions auxiliars.

## Descripció
En el primer grup trobem una dues tines, una barraca i una edificació auxiliar. Tota la construcció és a peu pla i s'accedeix als dipòsits mitjançant una rampa que va fins al sostre de la barraca que queda entre les dues tines. El sostre de la barraca és pla i queda a nivell amb les entrades de les tines. Les dues tines són de planta circular. Els murs són de pedra amorterada i acaben just sota la roca de la balma, estalviant-se la construcció de cobertes. L'interior del dipòsit és recobert de rajoles de ceràmica envernissada lleugerament corbades. A l'entrada de les tines hi ha uns muntants, sense llinda, ja que tampoc hi ha coberta. Els brocs són a la barraca que hi ha entre les dues tines.
El segon grup està format per una tina i una barraca inserides en una edificació auxiliar que aprofita la balma de tancament. El conjunt presenta dues barraques i dues edificacions auxiliars. La barraca del primer grup, entre les dues tines, és de planta rectangular, els murs són de pedra seca, la coberta és de volta amorterada i plana a l'exterior. L'edificació auxiliar també és de planta rectangular. Les dues construccions estan adossades a la roca. Al segon grup la barraca és de planta irregular, els murs són de pedra amorterada i per un costat també aprofita la roca com a mur. La coberta és plana, feta amb troncs i lloses de pedra planes.